# 横川夢衣
横川 夢衣（よこがわ ゆめい、1999年3月14日 - ）は、日本のタレント、アイドル、女優

## 来歴
1999年3月14日生まれ、公式ニックネーム「ゆーめい」。
2013年9月にハロプロ研修生に加入。『ハロプロ研修生 発表会 2016 9月 〜SINGING!〜』の公演情報で「研修活動終了しました」と記載されている。
その後リアルムへ移籍し、現在は〝芦屋系お嬢様アイドルユニットNoah'sMile（ノアスマイル）〟のメンバーとして関西を中心にライブや舞台で活動中。

## 出演

### テレビ
レギュラー
- Nuts Poker（2021年5月 -  、サンテレビ） -
- UP!アップ!関ガール シーズン2（2020年4月 -  、ケーブルテレビ） -
- ちょい逹 IT講座（2019年7月 -  、eo光チャンネル） -

### 映画
- 蝉の鳴くクリスマス  空　役
- ゆかちゃんの愛した時代  ハプ女メンバー　役

### 舞台
- クォンタムドールズ  コルト　役
- 暁!三國学園  郭嘉　役
- ハニカミ